# Gesellschaft für Christlich-Jüdische Zusammenarbeit in Frankfurt am Main
Die Gesellschaft für Christlich-Jüdische Zusammenarbeit in Frankfurt am Main e.V. ist ein 1949 in Frankfurt am Main gegründeter Verein. Die Gesellschaft ist Mitglied im Deutschen Koordinierungsrat der Gesellschaften für Christlich-Jüdische Zusammenarbeit.

## Geschichte
Am 3. Februar 1949 wurde die Gesellschaft gegründet. Der Jurist Franz Böhm, zu jener Zeit Rektor der Johann Wolfgang Goethe-Universität Frankfurt am Main, wurde zum Vorsitzenden gewählt.
Die Gründung war das Ergebnis der Bemühungen verschiedener Interessengruppen, die in Deutschland nach den Schrecken der Shoah wieder einen Dialog zwischen Juden und Christen ermöglichen wollten. Dazu gehörten unter anderem Persönlichkeiten wie der US-amerikanische Hochkommissar John McCloy, der von der National Conference of Christians and Jews (NCCJ) nach Deutschland entsandte methodistische Pfarrer Carl F. Zietlow und Hugo Stenzel, der damalige Verleger der Frankfurter Neuen Presse, wobei die letzteren beiden auch an der Gründungsveranstaltung der Frankfurter Gesellschaft teilnahmen. Erster Geschäftsführer der Gesellschaft war Wolfgang Lentz, der von der NCCJ zu Schulungszwecken nach New York eingeladen wurde.
Zu den Mitgliedern der frühen Jahre der Gesellschaft gehörten unter anderem Max Horkheimer, Theodor Adorno und Eugen Kogon sowie Eberhard Beckmann, der erste Intendant des Hessischen Rundfunks.

## Tätigkeit
Die Arbeit der Gesellschaft umfasst vor allem Bildungsaufgaben, insbesondere die notwendige Aufklärung der Bevölkerung im Rahmen der Aufarbeitung der NS-Zeit, sowie ein hohes soziales Engagement, zum Beispiel in Kooperation mit der Women’s International Zionist Organisation (WIZO). In den ersten Jahren leistete die Gesellschaft auch ganz konkret zurückgekehrten Juden Hilfe bei der Eingliederung. Viele der Aufgaben der Gesellschaft wurden in späteren Jahren von neu gegründeten jüdischen Organisationen übernommen, womit sich eines der Ziele des Engagements der Gesellschaft erfüllte, nämlich die Unterstützung des Wiederaufbaus jüdischen Lebens in Deutschland.